# Olga Jackowska
Olga Aleksandra "Kora" Sipowicz (née Ostrowska; anciennement Jackowska) le 8 juin 1951 à Cracovie et morte le 28 juillet 2018 à Bliżów, est une chanteuse et auteure-compositrice polonaise de rock. Elle est la chanteuse principale du groupe de rock polonais Maanam (de 1976 à 2008). Elle donne également sa voix pour le personnage Edna Mode dans le doublage polonais des Indestructibles.

## Biographie

### Jeunesse
Elle est la cinquième et plus jeune enfant de Marcin Ostrowski (né en 1897 à Boutchatch) et d'Emilia Ostrowska (née Siarkiewicz) (née en 1908 à Stanisławowie, morte en 1971), sa deuxième épouse. Jusqu'en 1939, Ostrowski était le commandant de la police d'État à Buczacz. Après l'invasion soviétique de la Pologne, il a été arrêté par le NKVD, a réussi à s'évader de prison et s'est rendu au gouvernement général de Pologne. En même temps, sa première femme et ses filles ont été déportées en URSS (sa femme est morte en exil).
Les parents de Kora se sont rencontrés après la Seconde Guerre mondiale à Cracovie, où ils ont tous deux travaillé comme fonctionnaires. En raison de la situation financière et sanitaire difficile de ses parents, Kora est restée entre 1955 et 1960 dans l'orphelinat géré par les Vierges de la Présentation de la Bienheureuse Vierge Marie à Jordanów jusqu'à ce qu'elle obtienne son diplôme de deuxième année de l'école primaire. Elle retourne chez sa famille juste après la mort de son père, mais après un an, elle doit déménager à Jablonowo Pomorski, où elle vit avec son oncle pendant une autre année et fréquente l'école primaire en quatrième année. Elle poursuit ses études à l'école primaire et à l'école secondaire générale dans sa ville natale de Cracovie jusqu'à ce qu'elle réussisse l'examen de l'école secondaire.
Adolescente, elle est fortement liée à la communauté artistique et hippie de Cracovie. Elle est une amie de Piotr Skrzynecki (en), Jerzy Bereś (en), Wiesław Dymny, Krystyna Zachwatowicz (en) et Piotr Marek. C'est à l'époque hippie qu'elle adopte son pseudonyme Kora. Peu après l'obtention de son diplôme, elle rencontre Marek Jackowski (en), musicien de Vox Gentis et Anawa, qu'elle épouse en décembre 1971 et travaille comme psychothérapeute à la Clinique de psychiatrie infantile de Cracovie pendant près de deux ans. Elle donne des concerts occasionnels aux concerts du groupe de son nouveau mari, Osjan (en), qu'elle accompagne sur une flûte et avec qui elle a donné des concerts en Pologne avec Don Cherry, entre autres.

#### Avec le groupe Maanam

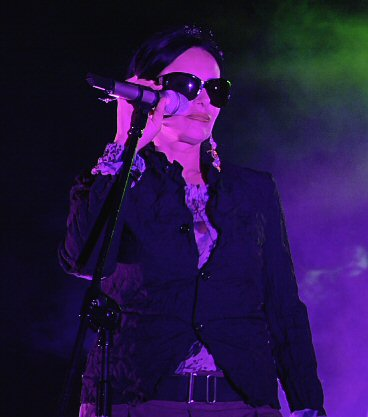
Kora en 2008.

### Fin de vie
Diagnostiqué d'un cancer de l'ovaire en 2013, elle meurt de la maladie, le 28 juillet 2018, à l'âge de 67 ans.

## Discographie
| Année                                       | Titre                                                                                                | Peak chart positions | Certifications (sales thresholds) |
| Année                                       | Titre                                                                                                | POL ,                | Certifications (sales thresholds) |
| ------------------------------------------- | --- | -------------------- | --------------------------------- |
| 1993                                        | Ja pana w podróż zabiorę - Date: 1993 - Label: Kamiling Co                                           | —                    |                                   |
| 2001                                        | Złota Kolekcja. Magiczne słowo – sukces - Date: 20 July 2001 - Label: Pomaton EMI                    | —                    |                                   |
| 2003                                        | Kora Ola Ola! - Date: 17 February 2003 - Label: Polskie Radio/Kamiling Co/BMG Poland                 | 1                    |                                   |
| 2008                                        | Metamorfozy (with 5th Element) - Date: 26 September 2008 - Label: Kamiling Co/Universal Music Polska | 19                   |                                   |
| 2011                                        | Ping Pong - Date: 10 November 2011 - Label: Kamiling Co/EMI Music Poland                             | 16                   | - POL: Gold                       |
| 2012                                        | Ping Pong − Małe wolności - Date: 27 November 2012 - Label: Kamiling Co/EMI Music Poland             | —                    |                                   |
| "—" denotes a recording that did not chart. | |                      |                                   |